# Le Pilote sans visage
Paru en septembre 1960 (éditions du Lombard), Le Pilote sans visage est l'album numéro 2 de la série Michel Vaillant. BD de 62 planches, auparavant publiée dans Le Journal de Tintin au cours de l'année 1959.

## Synopsis
Michel Vaillant coule des jours paisibles avec ses parents sur la Côte d'Azur en attendant de disputer une nouvelle saison de Formule 1, au volant de la Vaillante de l'année précédente. Mais un pilote mystérieux, nommé "le pilote sans visage", s'entraine dans le plus grand secret au volant de sa voiture noire qui s'avère très rapide. Michel se trouve pour la première fois face à ce nouvel adversaire lors du grand prix de Monaco... 
Dans cet épisode apparaissent également les deux héros de Raymond Reding, les joueurs de tennis Jari et Jimmy Torrent.
Pour les besoins de l'intrigue, les deux mécaniciens du pilote mystérieux s'expriment en breton à trois reprises :
- page 28 : "AFÉRIOU EUR FAMILH EO ZE. N'HELLOM KET BOUTA OR FRI E - BARZ !" ("Ce sont des histoires de famille. Nous ne pouvons pas nous en mêler !")
- page 36 : "BREUR AR MESTR NA SEBLANT KET BEZA KONTANT !" ("Le frère du patron ne semble pas content !")
- page 44 : "CHENCHET T' EUS AR ROD A-DRENV ?" "YA ! SETU GRÊT AN TÔL." ("As-tu changé la roue arrière ?") ("Oui ! C'est fait.")

## Adaptation
Cet épisode a été adapté en conte audio 33 tours par Maurice Chevit et réalisé par Pierre Marteville avec Bernard Véron dans le rôle de Michel Vaillant.

## Lieux visités
- Monaco avec le port de Monaco, le circuit de Monaco
- La villa des Vaillant à Roquebrune, Paris (pour aller au siège du journal L'éclair de France), Nice (dont son tennis-club et son aérodrome), les usines Vaillante, le circuit de Reims-Gueux, le circuit de Montlhéry
- Circuit de Spa-Francorchamps
- Nürburgring
- Circuit de Monza

## Personnages présents

### Personnages fictifs
- Michel Vaillant
- Henri Vaillant
- Joseph
- Madame Vaillant
- Mariette
- Lucien Vaillant
- Agnès Vaillant
- Jean-Pierre Vaillant
- Louis Latour
- Rivière
- Paul Victor
- Monsieur Berthault
- Jari
- Jimmy Torrent
- Taramazzo
- Steve Warson
- Nicolas Narkine
- Yvan Nassiev
- Chapuis

### Personnages réels
- Rainier III
- Grace de Monaco
- Jean Behra
- Harry Schell
- Ron Flockhart
- Paul Emery
- Keith Campbell
- Francisco Godia
- Wolfgang von Trips
- Giorgio Scarlatti
- Gerino Gerini
- Luigi Taramazzo
- Giulio Cabianca
- Luigi Piotti
- André Testut
- Joakim Bonnier
- Cliff Allison
- Bruce Kessler
- Jack Brabham
- Lucien Bianchi
- Paul Frère

## Voitures remarquées

### Voitures existantes

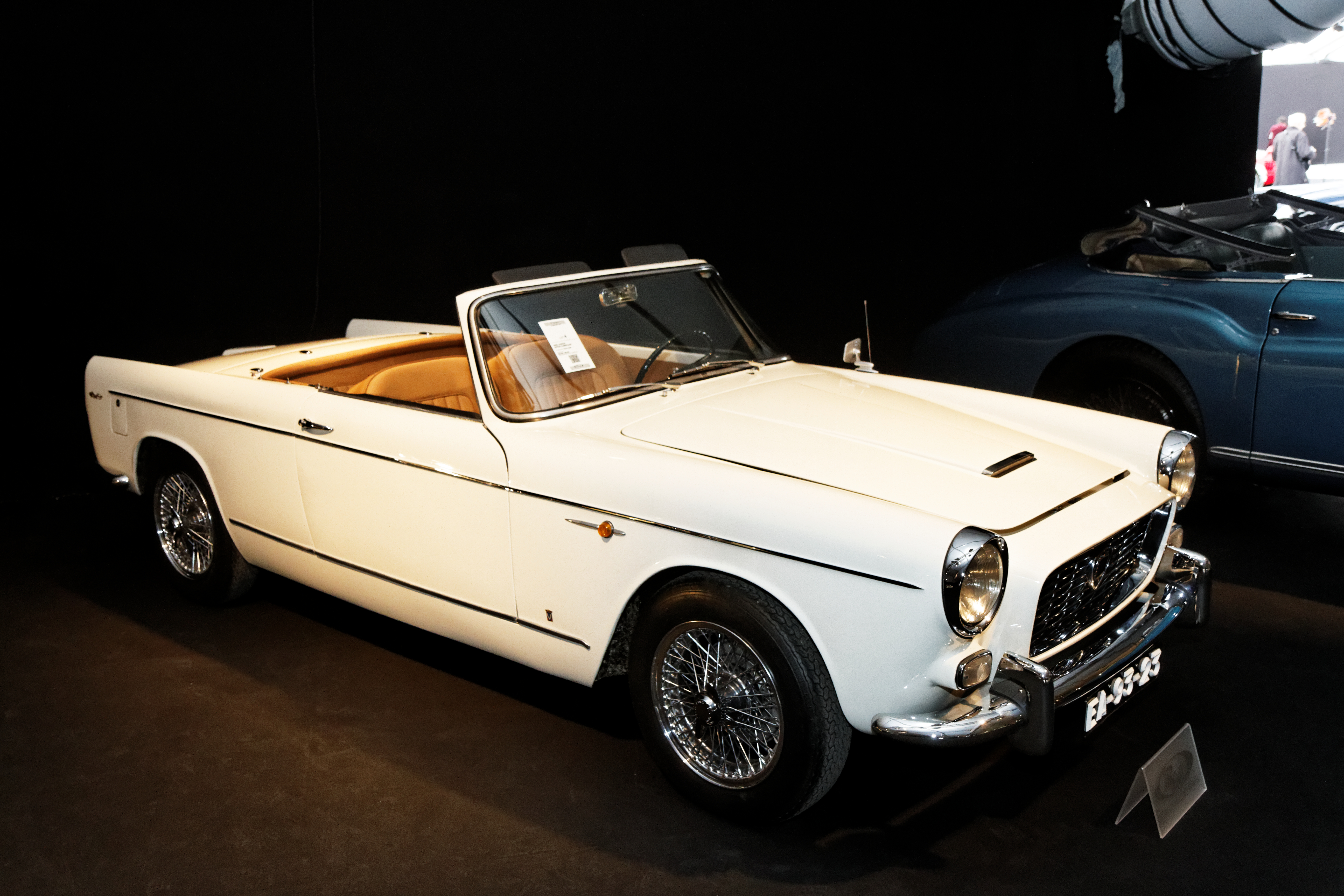
Une Lancia Appia cabriolet, semblable à celle conduite par le Prince Rainier dans l'album.

- Ferrari 256
- Maserati 250F
- Lancia Appia cabriolet
- Cooper T45
- BRM P25
- Aston Martin DBR4

### Voitures créées
- Vaillante Marathon
- Camion Vaillant (fourgon)
- Vaillante Côte d'Azur
- Vaillante Grand Prix
- Vaillante Mystère
- Vaillante Horizon
- Novi F1 (la marque Novi existe, mais n'a jamais réalisé de formule 1)

## Publication

### Revues
Les planches du Pilote sans visage furent publiées dans le Journal de Tintin entre le 7 janvier et le 5 août 1959 (n° 1/59 à 31/59).

### Album
Le premier album fut publié aux Éditions du Lombard en 1960 (dépôt légal 09/1960).